# Onderwijs in Zweden
In het onderwijs in Zweden zijn alle kinderen leerplichtig vanaf zeven jaar tot en met het jaar waarin ze zestien worden. Het schooljaar in Zweden loopt van medio/eind augustus tot begin/medio juni. Het schooljaar is opgedeeld in twee semesters, met daartussen de kerstvakantie van medio december tot aan begin januari. Thuisonderwijs wordt nauwlettend in de gaten gehouden door de overheid en komt zeer weinig voor.

## Peuter- en kleuterschool (Förskolan)
De peuter- en kleuterschool is tevens een kinderdagverblijf. De kinderen hebben dus te maken met hetzelfde personeel (meestal drie of vier die samenwerken in een team) gedurende de hele dag. Zowel de doelen als de inhoud van de activiteiten zijn landelijk vastgelegd in "Förskolans läroplan". De kleuterschool is niet verplicht en de kinderen verblijven daar gedurende de tijd dat de ouders werken. De meeste dagverblijven zijn geopend van half 7 's morgens tot half 7 's avonds. De meeste kinderen beginnen op de Förskolan wanneer ze ruim één jaar zijn. Het eerste jaar hebben de ouders ouderschapsverlof en zijn de kinderen thuis.

## Basisschool (Grundskolan)
In Zweden geldt de leerplicht voor kinderen van 7 tot 16 jaar. In het kalenderjaar waarin de leerling 7 wordt, begint diegene na de zomervakantie in de eerste klas. De basisschool loopt daarna door tot en met de negende klas. De inhoud van het onderwijs en de leerdoelen zijn landelijk vastgelegd in het "leerplan Lgr 11". De basisschool is financieel een gemeentelijke zaak.  
De kinderen krijgen op de basisschool een warme lunch. De basisscholen hebben 14 weken vakantie, waarvan 9 weken zomervakantie, 2 weken kerstvakantie, 1 week wintersportvakantie, 1 week paasvakantie en 1 week herfstvakantie.
FörskoleklassDe meeste scholen hebben een "förskoleklass" of "sexårsverksamhet" voor kinderen van 6 jaar. Hoewel dit jaar niet verplicht is, beginnen de meeste kinderen in dit voorbereidende jaar. Er worden lees-, schrijf- en rekenvoorbereidende oefeningen en spelletjes gedaan, maar er wordt ook veel ruimte gegeven voor vrij spelen binnen en buiten.
LågstadietIn klas 1 tot 3 hebben de meeste klassen drie jaar dezelfde klasseleraar die bijna alle vakken geeft. Vaak wordt er samengewerkt met het personeel van de naschoolse opvang dat bijvoorbeeld tekenen, muziek of gymnastiek geeft.
MellanstadietIn klas 4 tot 6 hebben de meeste klassen drie jaar dezelfde klasseleraar die bijna alle vakken geeft. Voor handvaardigheid, muziek en gymnastiek zijn er vaak vakleerkrachten.
HögstadietIn klas 7 tot 9 hebben de scholen vakleerkrachten. Deze klassen horen bij het basisonderwijs en hebben geen niveau-indelingen voor verschillende scholen. Met de niveauverschillen wordt binnen de klas omgegaan.

## Voortgezet onderwijs (Gymnasiet)
Na klas 9 kiest de leerling voor een driejarig "gymnasium". Dit kan een beroepsgerichte opleiding zijn zoals kappersgymnasium of bouwvakkersgymnasium, of een meer theoretische opleiding die toegang geeft tot de hogeschool of universiteit. Om toegelaten te worden tot het gymnasium naar keuze, wordt een selectie gemaakt op grond van het eindrapport van de negende klas. Vraag en aanbod zijn hier bepalend.

## Hogeschool en universiteit (Högskola)
Onderwijs aan de högskola (bij benadering vergelijkbaar met de Nederlandse hogeschool) en universiteit kan gevolgd worden na de theoretische leergang op het gymnasium, vindt plaats op vrijwillige basis en er wordt geen collegegeld gevraagd. Instellingen voor hoger onderwijs waaraan doorgestudeerd kan worden voor een mastertitel, hebben het predicaat universiteit.